# Guillaume le Breton (chroniqueur)
Pour les articles homonymes, voir Guillaume le Breton et le Breton.
Guillaume le Breton, né vers 1165 dans le Pays de Léon en Basse-Bretagne et mort vers 1225, était un prêtre et chroniqueur breton.

## Biographie
Guillaume le Breton est peut-être né à Plabennec. Envoyé à Mantes à l'âge de 12 ans, il y passa plusieurs années avant de terminer ses études à Paris et de devenir prêtre.
À Tréguier, autour de l'évêque Martin, se décèle l'existence d'un véritable atelier de production hagiographique où on soupçonne Guillaume le Breton (chanoine de Léon en 1213), d'avoir composé des Vitae de saints locaux pour le compte de la cour épiscopale de Léon qu'il fréquente à la fin du XIIe siècle.
Il termine sa carrière comme chapelain et biographe du roi de France Philippe Auguste dont il rédige une biographie en latin décomposée en chants, La Philippide, entre 1214 et 1224 ainsi que l'éloge funèbre. Guillaume le Breton dédie La Philippide à Pierre Charlot, le fils naturel de Philippe II, dont il est chargé par le roi de l'éducation et ajouta une dédicace à son poème à l'attention de Louis VIII.
À la demande du roi, il réécrit dans La Philippide l'histoire de son règne de manière plus édulcorée, passant ainsi sous silence de nombreux faits qui ternissent son image de roi vertueux, notamment concernant l'emprisonnement de sa seconde épouse Ingeborg de Danemark dont Guillaume le Breton dit que le roi s'en était séparé tout en lui versant de quoi subvenir à ses besoins pendant plus de six ans, alors qu'elle était restée prisonnière pendant vingt ans dans le plus cruel dénuement ainsi qu'en attestait Rigord.
Guillaume le Breton est aussi le continuateur, jusqu'en 1224, de la Gesta Philippi Augusti de Pierre Rigord, plus tard incorporée dans les Grandes Chroniques de France.
La chronique en prose qu'il écrit sur la bataille de Bouvines est la source principale du Dimanche de Bouvines de l'historien Georges Duby.

## Œuvres
- La Philippide, poème, lire en ligne sur Gallica
- Œuvres de Rigord et de Guillaume le Breton, historiens de Philippe-Auguste, publiées pour la Société de l'histoire de France par H. François Delaborde :
  - Tome 1. Paris, 1882, lire en ligne sur Gallica
  - Tome 2. Paris, 1885, lire en ligne sur Gallica

Traduction du latin en français en 1825 par François Guizot.